# Alisha Reayer
Alisha Reayer (* 29. Juni 1999) ist eine britische Tennisspielerin.

## Karriere
Reayer begann mit sieben Jahren das Tennisspielen und bevorzugt Hartplätze. Sie spielt vor allem Turniere auf der ITF Women’s World Tennis Tour, wo sie bislang einen Doppeltitel gewann.

## College Tennis
Von 2017 bis 2021 spielte Alisha Reayer für die Tigers der University of Memphis.

## Turniersiege

### Doppel
| Nr. | Datum           | Turnier | Kategorie | Belag     | Partnerin     | Finalgegnerinnen                | Ergebnis  |
| --- | --------------- | ------- | --------- | --------- | ------------- | ------------------------------- | --------- |
| 1.  | 27. August 2022 | Cancun  | ITF W15   | Hartplatz | Camila Romero | Noel Saidenowa Jantje Tilbürger | 6:3, 7:63 |